# Arcuphantes orbiculatus
Arcuphantes orbiculatus là một loài nhện trong họ Linyphiidae.
Loài này thuộc chi Arcuphantes. Arcuphantes orbiculatus được Kendo Saito miêu tả năm 1992.